# 陈志杰 (空中管制技术专家)
陈志杰（1963年1月18日—），广东梅县人，空中管制技术专家，中国工程院院士，空軍少将军衔。

## 履历
- 1982年，毕业于空军工程大学。
- 1986年，考入南京理工大学通信与电子系统专业攻读硕士学位。[2]
- 2001年，被聘为首批空军级专家。
- 2011年，当选中国工程院院士。[3][4]

## 主要贡献
- 1990年代初，成功研制中国人民解放军首套机场、分区级自动化空管系统。
- 主持构建了覆盖全中国空域的一体化空中管制指挥平台。